# کتاب‌شناسی سید جواد طباطبایی
سیّد جواد طباطبایی (۱۴۰۱ − ۱۳۲۴) کتاب‌ها و مقالات فراوانی نوشت. اینک فهرستی از این نوشته‌ها:

## کتاب‌های نوشته
- تاریخ اندیشهٔ سیاسی در ایران؛ ملاحظاتی در مبانی نظری، ۱۳۶۷، ویراست سوم، ۴۱۶ص[۱]
  - ویراست‌های قدیمی:
    - عنوان ویراست نخست: درآمدی فلسفی بر تاریخ اندیشهٔ سیاسی در ایران
    - عنوان ویراست دوم: درآمدی بر تاریخ اندیشهٔ سیاسی در ایران
- زوال اندیشهٔ سیاسی در ایران؛ گفتار در مبانی نظری انحطاط ایران، ۱۳۷۳، ویراست سوم، ۶۱۶ص[۲]
- ابن‌خَلدون و علوم اجتماعی؛ گفتار در شرایط امتناع، چاپ نخست: ۱۳۷۴، ویراست دوم، ۴۸۰ صفحه[۳]
- خواجه نظام‌الملک طوسی؛ گفتار در تداوم فرهنگی ایران، ۱۳۷۵، ۲۶۴ص[۴]
- تأملی دربارهٔ ایران:
  - جلد نخست:  دیباچه‌ای بر نظریهٔ انحطاط ایران با ملاحظات مقدماتی در مفهوم ایران، ۱۳۸۰، ۶۳۲ص
  - جلد دوم: نظریهٔ حکومت قانون در ایران[۵][۶]
    - بخش نخست: مکتب تبریز و مبانی تجددخواهی، ۱۳۸۵، ۶۹۵ص
    - بخش دوم: مبانی نظریهٔ مشروطه‌خواهی، ۱۳۸۶، ۷۲۸ص

- ملت، دولت و حکومت قانون؛ جُستار در بیان نص و سنت، ۱۳۹۸، ۳۱۴ص[۷]
- سقوط اصفهان به روایت کروسینسکی، ۱۳۸۲، ۱۰۸ص[۸]
- تاریخ اندیشهٔ سیاسی جدید در اروپا:
  - جلد نخست: از نوزایش تا انقلاب فرانسه ۱۵۰۰–۱۷۸۹
    - دفتر نخست: جدال قدیم و جدید در الهیات و سیاسات، ۱۳۸۲، ویراست دوم، ۶۰۰ص[۹]
      - کتاب «مفهوم ولایت مطلقه در اندیشهٔ سیاسی سده‌های میانه» (۱۳۸۰، نشر نگاه معاصر، ۱۴۰ص) که در آغاز به عنوان اثری مستقل منتشر شده بود، در چاپ‌های بعدی در لابلای دفتر نخست گنجانده شد.

    - دفتر سوم: نظام‌های نوآئین در اندیشهٔ سیاسی، ۱۳۹۳، ۶۰۵ص[۱۰]
- تأملی در ترجمهٔ متن‌های اندیشهٔ سیاسی جدید؛ موردِ شهریارِ ماکیاوللی، ۱۳۹۲، ۲۴۸ص[۱۱]
- ملاحظات دربارهٔ دانشگاه، ۱۳۹۸، ۴۵۴ص[۱۲][۱۳]
- فلسفه و سیاست (مقالات جواد طباطبایی از ۱۳۶۳ تا ۱۳۸۳)، به کوشش حامد زارع، ۱۳۹۵، نشر فلات، ۳۰۴ص[۱۴]
  - پاره‌ای از مقالات طباطبایی از موارد زیر در دسترس است:
    - نورمگز[۱۵]
    - پرتال جامع علوم انسانی[۱۶]
    - مرکز دایرةالمعارف بزرگ اسلامی[۱۷]

## ترجمه
- تاریخ فلسفهٔ اسلامی، هانری کُربَن، چاپ نخست ترجمهٔ جلد دوم: ۱۳۶۷، چاپ نخست ترجمهٔ متن کامل: ۱۳۷۳، ویراست دوم، ۵۲۱ص
- فلسفهٔ ایرانی و فلسفهٔ تطبیقی، هانری کربن، ۱۳۶۵، ویراست دوم، ۲۰۸ص[۱۸]
- لنین و فلسفه و سه مقالهٔ دیگر در ف‍ل‍س‍ف‍هٔ م‍ارک‍س‍ی‍س‍ت‍ی، لوئی آلتوسر، ۱۳۵۸، نشر بهروز، ۱۶۸ص[۱۹]
- یادداشت‌هایی دربارهٔ دیالکتیک، ولادیمیر لنین، ۱۳۵۹، ۸۱ص
- مسائل حاد کارگری و کمونیستی؛ پاسخ به جان لوئیس، لوئی آلتوسر، ۱۳۵۹، نشر ساوالان، ۸۰ص
- همکاری در ترجمهٔ فرهنگ آثار

## مقاله‌ها
سیّد جواد طباطبایی نگارندۀ بیش از یکصد مقاله، نقد و مدخل است که فهرست این آثاربه تفکیک نوع آن‌ها در زیر آمده است:

### مدخل‌های دائره‌المعارفی
1. ابن ازرق، در: دائرةالمعارف بزرگ اسلامی، ج۳، ۱۳۶۹، صص ۱-۳.
2. ابوالحسن محمد عامری، در: دائرةالمعارف بزرگ اسلامی، ج۵، ۱۳۷۲، صص ۴۶-۴۷.
3. اخلاق ناصری، در: دائرةالمعارف بزرگ اسلامی، ج۷، ۱۳۷۵، صص ۲۳۴-۲۳۵.
4. تهذیب الاخلاق، در: دائرةالمعارف بزرگ اسلامی، ج۱۶، ۱۳۸۷، صص ۴۵۱-۴۵۵.
5. جاویدان خرد، در: دائرةالمعارف بزرگ اسلامی، ج۱۷، ۱۳۸۸، صص ۴۳۶-۴۳۸.
6. جامع‌الحکمتین، در: دائرةالمعارف بزرگ اسلامی، ج۱۷، ۱۳۸۸، صص ۳۵۲-۳۵۴.
7. سید جمال‌الدین اسدآبادی، در: دائرةالمعارف بزرگ اسلامی، ج۱۸، ۱۳۸۹، صص ۴۰۱-۴۱۱.
8. جمهوری، در: دائرةالمعارف بزرگ اسلامی، ج۱۸، ۱۳۸۹، صص ۵۱۴-۵۴۸
9. حکومت، در: دائرةالمعارف بزرگ اسلامی، ج۲۱، ۱۳۹۵، صص ۲۲۳-۲۲۷.
10. حکمت، در: دائرةالمعارف بزرگ اسلامی، ج۲۱، ۱۳۹۵، صص ۱۹۵-۱۹۹.
11. سید جلال‌الدین آشتیانی، در: دائرةالمعارف بزرگ اسلامی، ج۲۱، ۱۳۹۵.

### در نشریات
1. مقدمه بر تاریخ اندیشه سیاسی ایران، در: مجلۀ معارف، شمارۀ ۵، مرداد و آبان، ۱۳۶۴، صص ۷۹-۱۰۲.
2. منحنی تحول اندیشۀ سیاسی غزالی، در: مجلۀ معارف، شمارۀ ۹، آذر و اسفند، ۱۳۶۵، صص ۵۵-۷۸.
3. اندیشه سیاسی امام فخر رازی، در: مجلۀ معارف، شمارۀ ۵، مرداد و آبان، ۱۳۶۴، صص ۷۹-۱۰۲.
4. اخلاق مدنی مسکویه رازی، در: تحقیقات اسلامی، شمارۀ ۵-۶، پاییز و زمستان، ۱۳۶۶، صص ۷۵-۹۳.
5. مفهوم عدالت در اندیشۀ سیاسی ابن خلدون، در: مجلۀ معارف، شمارۀ ۱۶-۱۷، فروردین و آبان، ۱۳۶۸، صص ۱۶۸-۱۸۵.
6. اندیشۀ سیاسی فارابی، در: اطلاعات سیاسی اقتصادی، شمارۀ ۳۵، فروردین و آبان، ۱۳۶۴، صص ۷۹-۱۰۲.
7. از ابوالحسن عامری تا ابوعلی سینا، در: اطلاعات سیاسی اقتصادی، شمارۀ ۵۱-۵۲، آذر و دی، ۱۳۷۰، صص ۶-۱۳.
8. ما و راه تجدد، در: مجلۀ کیان، شمارۀ ۳۹، آذر و دی، ۱۳۷۶، صص ۲۴-۳۰.
9. تأملی در سفارت و سفارت‌تنامه‌های ایرانیان، در: مجلۀ ایران‌نامه، شمارۀ ۶۵، زمستان، ۱۳۷۷، صص ۵۵-۸۸.
10. ملت با تاریخ و بی‌تاریخ‌نگاری، در:  روزنامۀ ایران، شمارۀ ۲۴۱۲، ۲۴ اسفند ۱۳۸۱، ص ۸.
11. ایرانیان و هبوط اندیشۀ عقلانی، در:  روزنامۀ ایران، شمارۀ ۲۴۱۳، ۲۵ اسفند ۱۳۸۱، ص ۸.
12. بساط کهنه و طرح نو، در:  روزنامۀ شرق، ۲۲ اسفند ۱۳۸۳، ص ۱۸.
13. اشارات نابهنگام، در: خردنامۀ همشهری، شمارۀ ۱، اسفند ۱۳۸۴، صص ۴۲-۴۵.
14. بیرون از سنت، در: خردنامۀ همشهری، شمارۀ ۵، مرداد ۱۳۸۵، صص ۲۶-۲۷.
15. تجدید مطلعی در مفهوم سنت، در:  روزنامۀ ایران، ۱ دی ۱۳۸۶، ص ۱۸.
16. ادموند برک در جدال با قدیم و جدید، در: مهرنامه، شمارۀ ۴، مرداد ۱۳۸۹، صص ۳۹-۴۲.
17. نخستین بحث‌های نظری دربارۀ ضرورت اصلاحات، در: اطلاعات سیاسی اقتصادی، شمارۀ ۲۷۵-۲۷۶، مرداد و شهریور ۱۳۸۹، صص ۱۴-۴۳.
18. بحث زیباکلام شخصی است، بحث من عمومی، در: مهرنامه، شمارۀ ۴، مرداد ۱۳۸۹، صص ۱۷۹-۱۸۰.
19. انقلاب و فیلسوف جوان: هگل در میانۀ نمودهای کهن و سامان نو، در: مهرنامه، شمارۀ ۵، مهر ۱۳۸۹، صص ۱۶۳-۱۶۷.
20. دیانت و سیاست در اندیشۀ اسپینوزا، در: مهرنامه، شمارۀ ۷، آذر ۱۳۸۹، صص ۲۱۵-۲۱۸.
21. متفکری با زبان بینابین؛ متن‌خوانی رسالۀ شهریار، در: مهرنامه، شمارۀ ۱۲، خرداد ۱۳۹۰، صص ۱۴۲-۱۴۶.
22. متفکری در میانۀ دیالکتیک حفظ و تغییر؛ متن‌خوانی رسالۀ تأملاتی دربارۀ انقلاب فرانسه، در: مهرنامه، شمارۀ ۱۳، تیر ۱۳۹۰، صص ۱۹۶-۱۹۸.
23. در پی علم سیاست نوآیین؛ درسگفتارهای اندیشۀ سیاسی توکویل، در: مهرنامه، شمارۀ ۱۴، مرداد ۱۳۹۰، صص ۲۲۱-۲۲۳.
24. ماکیاوللی جمهوری‌خواه، در: مهرنامه، شمارۀ ۲۳، دی ۱۳۹۲، صص ۲۲۴-۲۳۴.
25. من کجا ایستاده‌ام؟ جدلی در مسیر تدوین مانیفست تأملی دربارۀ ایران، در: مهرنامه، شمارۀ ۲۵، اردیبهشت ۱۳۹۳، صص ۱۳۶-۱۴۱.
26. کودکانه‌های سیاسی صمد بهرنگی، در: پژوهشنامۀ علوم سیاسی، شمارۀ ۳۴، بهار ۱۳۹۳، صص ۱۰۱-۱۳۰.
27. راه دشوار تاریخ‌نگاری اندیشه، در: فرهنگ امروز، شمارۀ ۴، اسفند ۱۳۹۳، صص ۱۶۸-۱۷۵.
28. گفتاری در خاستگاه‌های انتحال، در: مهرنامه، شمارۀ ۴۱، اردیبهشت ۱۳۹۴، صص ۷۲-۷۵.
29. نعش بی‌جان جان لاک در دست غسالان، در: فرهنگ امروز، شمارۀ ۷، مرداد ۱۳۹۴، صص ۶۸-۷۴.
30. مانیفست سیاست‌نامه: مجله‌ای برای همۀ صورت‌های اندیشیدن سیاسی، در: سیاست‌نامه، شمارۀ ۱، دی ۱۳۹۴، صص ۱۰-۱۳.
31. ملاحظه‌ای نظری دربارۀ ایران، در: سیاست‌نامه، شمارۀ ۱، دی ۱۳۹۴، صص ۴۷-۴۹.
32. سوءتفاهم با جهل، در: فرهنگ امروز، شمارۀ ۱۰، اسفند ۱۳۹۴، صص ۶۴-۶۹.
33. غیبت ملیت ایرانی در روشنفکری ایران، در: سیاست‌نامه، شمارۀ ۲-۳، فروردین و اردیبهشت ۱۳۹۵، صص ۵۲-۵۷.
34. کارل اشمیت و فلسفۀ حقوق آلمان نازی، در: سیاست‌نامه، شمارۀ ۲-۳، فروردین و اردیبهشت ۱۳۹۵، صص ۲۶۳-۲۷۰.
35. بحثی دربارۀ کشف مفهومی جدید: «مشترک‌المنافع» و موارد استعمال آن، در: ایرانشهر امروز، شمارۀ ۱، بهار ۱۳۹۵، صص ۱۰۵-۱۱۷.
36. روشنفکران علیه ایران، در: سیاست‌نامه، شمارۀ ۴-۵، خرداد و تیر ۱۳۹۵، صص ۲۱-۲۸.
37. حکومت قانون یا حکومت حقوق؟، در: سیاست‌نامه، شمارۀ ۴-۵، خرداد و تیر ۱۳۹۵، صص ۲۰۶-۲۱۴.
38. ستارۀ قطبی زمانۀ عسرت؛ یادی از اسوه علم و تقوا، استاد محمود شهابی، در: مهرنامه، شمارۀ ۴۸، مرداد ۱۳۹۵، صص ۹۵-۹۶.
39. زبان ملی و برنامۀ آموزش زبان‌های محلی، در: ایرانشهر امروز، شمارۀ ۳، شهریور و مهر ۱۳۹۵، صص ۵-۱۲.
40. تولید علم بومی و زبان ملی، در: فرهنگ امروز، شمارۀ ۱۳، مهر ۱۳۹۵، صص ۷۱-۷۷.
41. کوشش‌های بی‌سابقه برای نابودی فرهنگ ملی- بخش نخست، در: فرهنگ امروز، شمارۀ ۱۵، دی ۱۳۹۵، صص ۶-۱۱.
42. کوشش‌های بی‌سابقه برای نابودی فرهنگ ملی- بخش دوم، در: فرهنگ امروز، شمارۀ ۱۶، بهمن ۱۳۹۵، صص ۵-۱۳.
43. از میهن باید دفاع کرد؛ به نام و به ننگ، در: مهرنامه، شمارۀ ۵۰، دی ۱۳۹۵، صص ۱۶۸-۱۷۲.
44. جنبش قانون، در: سیاست‌نامه، شمارۀ ۶، زمستان ۱۳۹۵، صص ۴۳-۴۸.
45. مورخ حق طبیعی، در: سیاست‌نامه، شمارۀ ۶، زمستان ۱۳۹۵، صص ۲۲۸-۲۳۴.
46. روح آزادی: دربارۀ نظریۀ جامعۀ مدنی در فلسفۀ سیاسی هگل، در: مهرنامه، شمارۀ ۵۱، اسفند ۱۳۹۵، صص ۱۹۰-۱۹۶.
47. جهل دلیل نیست، در: فرهنگ امروز، شمارۀ ۱۶، اسفند ۱۳۹۵، صص ۶۵-۶۹.
48. ادب فارسی و اندیشیدن ایرانی، در: سعدی‌شناسی، شمارۀ ۳، بهار ۱۳۹۶، صص ۱۲-۱۹.
49. گفتار در شرایط امتناع، در: فرهنگ امروز، شمارۀ ۱۸، مرداد ۱۳۹۶، صص ۶۶-۷۳.
50. جهل جامعه‌شناسانه، در: سیاست‌نامه، شمارۀ ۷، شهریور ۱۳۹۶، صص ۲۳-۳۰.
51. هایدگر و پایان ایده‌آلیسم، در: سیاست‌نامه، شمارۀ ۷، شهریور ۱۳۹۶، صص ۲۶۰-۲۶۸.
52. انقلاب فرانسه و پیامدهای نظری آن، در: قلم‌یاران، شمارۀ ۶، مهر و آبان ۱۳۹۶، صص ۲۰-۲۸.
53. ضد انقلاب‌های فرانسه، در: قلم‌یاران، شمارۀ ۷، آذر ۱۳۹۶، صص ۲۲-۳۶.
54. مداخلۀ ایدئولوژی در علم، در: سیاست‌نامه، شمارۀ ۸، بهمن ۱۳۹۶، صص ۱۱-۱۴.
55. بازگشت به توماس قدیس، در: سیاست‌نامه، شمارۀ ۸، بهمن ۱۳۹۶، صص ۲۰۲-۲۰۶.
56. مصلوب تیرهای توهم، در: فرهنگ امروز، شمارۀ ۲۱، اسفند ۱۳۹۶، صص ۵۹-۶۶.
57. راهزنان سیاست‌نامه، در: سیاست‌نامه، شمارۀ ۹، تابستان ۱۳۹۷، صص ۶-۱۰.
58. جمهوریت در اندیشۀ سیاسی کانت، در: سیاست‌نامه، شمارۀ ۹، تابستان ۱۳۹۷، صص ۲۰۶-۲۱۴.
59. دل ایرانشهر، در: سیاست‌نامه، شمارۀ ۱۰، پاییز ۱۳۹۷، صص ۸-۱۸.
60. بنیادگذار حقوق بین‌الملل، در: فرهنگ امروز، شمارۀ ۲۴، آبان ۱۳۹۷، صص ۲۴-۲۷.
61. حلقۀ بی‌خردی: اباذری و هم‌سُرایان دانشکدۀ علوم‌اجتماعی، در: قلم‌یاران، شمارۀ ۱۴، ۱۳۹۷، صص ۷-۱۱.
62. جدایی سنت از نص، در: سیاست‌نامه، شمارۀ ۱۲، پاییز ۱۳۹۸، صص ۲۴-۳۲.
63. ملیت‌سازی جعلی مورخ سخیف، در: سیاست‌نامه، شمارۀ ۱۶، نوروز ۱۴۰۰، صص ۴-۸.
64. انکار امکان اندیشیدن، در: سیاست‌نامه، شمارۀ ۱۶، نوروز ۱۴۰۰، صص ۱۰۱-۱۰۴.

### تلگرام‌نوشته‌ها
1. توصیه‌ای به آقای خاتمی، در: کانال رسمی سیّد جواد طباطبایی، اردیبهشت ۱۳۹۸.
2. مفاهیم توخالی در ایّام کرونایی، در: کانال رسمی سیّد جواد طباطبایی، فروردین ۱۳۹۹.
3. انقلاب ملی در انقلاب اسلامی، در: کانال یادداشت‌ها و جستارهای سیّد جواد طباطبایی، پاییز و زمستان ۱۴۰۲.

### در مجموعه مقالات
1. ملاحظاتی دربارۀ نقادی هانری کربن از ایران‌شناسی، در: مجموعه مقالات انجمن‌وارۀ بررسی مسائل ایران‌شناسی، تهران: انتشارات دفتر مطالعات سیاسی و بین‌المللی، ۱۳۶۹، صص ۲۴۱-۲۵۴.
2. هانری، فیلسوف سیاسی؟، در: مجموعه مقالات یکصدمین سالروز تولد هانری کربن، تهران: انتشارات مؤسسۀ پژوهشی حکم و فلسفۀ ایران، ۱۳۸۵، صص ۷۹-۹۲.

### در دانشنامه‌ها
1. نظام‌الملک، در: اندیشۀ سیاسی متفکران مسلمان، تهران: انتشارات پژوهشکدۀ مطالعات فرهنگی و اجتماعی، ۱۳۹۰، ج ۳، صص ۳۱-۶۳.
2. سعدی، در: اندیشۀ سیاسی متفکران مسلمان، تهران: انتشارات پژوهشکدۀ مطالعات فرهنگی و اجتماعی، ۱۳۹۰، ج ۴، صص ۹۷-۱۲۵.
3. ابن ازرق، در: اندیشۀ سیاسی متفکران مسلمان، تهران: انتشارات پژوهشکدۀ مطالعات فرهنگی و اجتماعی، ۱۳۹۰، ج ۵، صص ۲۹۳-۳۱۲.
4. روزبهان خنجی، در: اندیشۀ سیاسی متفکران مسلمان، تهران: انتشارات پژوهشکدۀ مطالعات فرهنگی و اجتماعی، ۱۳۹۰، ج ۶، صص ۱-۲۶.
5. قائم‌مقام فراهانی، در: اندیشۀ سیاسی متفکران مسلمان، تهران: انتشارات پژوهشکدۀ مطالعات فرهنگی و اجتماعی، ۱۳۹۰، ج ۸، صص ۸۵-۱۲۵.
6. ملا هادی سبزواری، در: اندیشۀ سیاسی متفکران مسلمان، تهران: انتشارات پژوهشکدۀ مطالعات فرهنگی و اجتماعی، ۱۳۹۰، ج ۸، صص ۲۱۱-۲۲۷.
7. مستشارالدوله، در: اندیشۀ سیاسی متفکران مسلمان، تهران: انتشارات پژوهشکدۀ مطالعات فرهنگی و اجتماعی، ۱۳۹۰، ج ۹، صص ۹۳-۱۲۹.
8. امین‌الدوله، در: اندیشۀ سیاسی متفکران مسلمان، تهران: انتشارات پژوهشکدۀ مطالعات فرهنگی و اجتماعی، ۱۳۹۰، ج ۱۰، صص ۱۱۳-۱۵۰.
9. عبدالحسین لاری، در: اندیشۀ سیاسی متفکران مسلمان، تهران: انتشارات پژوهشکدۀ مطالعات فرهنگی و اجتماعی، ۱۳۹۰، ج ۱۰، صص ۲۱۹-۲۳۸.
10. ایران در دوره فتحعلی‌شاه، در: تاریخ جامع ایران، تهران: انتشارات مرکز دائرةالمعارف بزرگ اسلامی، ۱۳۹۳، ج ۱۲، صص ۱-۸۹.
11. ایران در دوره محمدشاه، در: تاریخ جامع ایران، تهران: انتشارات مرکز دائرةالمعارف بزرگ اسلامی، ۱۳۹۳، ج ۱۲، صص ۹۱-۱۳۲.

### نقد کتاب
1. سیر فلسفۀ ایران، در: نشریۀ موسسۀ فرهنگی منطقه‌ای کتاب روز، شمارۀ ۸، آبان ۱۳۴۷، صص ۶۸-۶۹.
2. شیخ بازمقتول، در: نشریه دانش، شمارۀ ۲۶، بهمن و اسفند ۱۳۶۳، صص ۳۴-۳۷.
3. دربارۀ یادنامۀ فرانسوی هانری کربن، در: نشریه دانش، شمارۀ ۲۷، فروردین و اردیبهشت ۱۳۶۴، صص ۴۶-۴۸.
4. نکاتی در ترجمۀ برخی مفاهیم فلسفۀ هگل، در: نشریه دانش، شمارۀ ۲۸، خرداد و تیر ۱۳۶۴، صص ۱۶-۲۳.
5. نکاتی دربارۀ رسالۀ المشاعر، در: مجلۀ معارف، شمارۀ ۴، تیر ۱۳۶۴، صص ۱۷۵-۱۹۲.
6. نگاهی به اصطلاحات فلسفۀ هگل، در: نشریه دانش، شمارۀ ۲۹، مرداد و شهریور ۱۳۶۴، صص ۲۰-۲۶.
7. بحثی دربارۀ روح در فلسفۀ هگل، در: نشریه دانش، شمارۀ ۳۰، مهر و آبان ۱۳۶۴، صص ۳۶-۴۳.
8. نقدی بر تاریخ عقاید و مکتب‌های سیاسی از عهد باستان تا امروز، در: نشریه کیهان فرهنگی، شمارۀ ۲۶، اردیبهشت ۱۳۶۵، صص ۱۸-۲۰.
9. سه روایت فلسفه سیاسی هگل- بخش نخست، در: نشریه دانش، شمارۀ ۳۳، فروردین و اردیبهشت ۱۳۶۵، صص ۱۰-۱۸.
10. قرائت‌های مقدمۀ ابن خلدون، در: نشریه کیهان فرهنگی، شمارۀ ۳۱، مهر ۱۳۶۵، صص ۸-۱۲.
11. سه روایت فلسفه سیاسی هگل- بخش دوم، در: نشریه فرهنگ، شمارۀ ۱، پاییز ۱۳۶۶، صص ۸۷-۱۰۸.
12. ماکیاوللی و بنیادگذاری اندیشه سیاسی جدید، در: نشریه کیهان فرهنگی، شمارۀ ۴۶، دی ۱۳۶۶، صص ۳۳-۳۵.
13. تحلیلی تازه از اندیشه مشروطه و تجدد، در: ایران‌نامه، شمارۀ ۶۱، زمستان ۱۳۷۶، صص ۱۳۰-۱۳۱.
14. فلسفۀ هگل؛ خرما بر نخل، در: مهرنامه، شمارۀ ۱۰، فروردین ۱۳۹۰، صص ۲۵۹-۲۶۳.
15. دربارۀ شهرهای ماکیاوللی و ترجمه‌های فارسی آن، در: مهرنامه، شمارۀ ۲۳، فروردین ۱۳۹۰، صص ۲۵۹-۲۶۳.
16. فروکاستن شهریار، در: مهرنامه، شمارۀ ۲۴، مرداد ۱۳۹۱، صص ۲۶۴-۲۷۸.
17. فروکاهی ترجمه به تفنن، در: مهرنامه، شمارۀ ۲۵، مهر ۱۳۹۱، صص ۲۴۹-۲۵۴.
18. آغازی نو در مطالعات هگلی، در: مهرنامه، شمارۀ ۴۴، آبان ۱۳۹۶، صص ۲۴۸-۲۴۹.
19. موانع فهم ایده‌آلیسم المانی، در: مهرنامه، شمارۀ ۴۵، دی ۱۳۹۶، صص ۲۳۶-۲۳۷.
20. اندیشه‌های سیاسی قرن بیستم در مسلخ سمت، در: قلم‌یاران، شمارۀ ۱۱، مرداد ۱۳۹۷، صص ۲۵۹-۲۶۳.
21. زبان‌فروشی در نشر بومی، در: سیاست‌نامه، شمارۀ ۱۰، پاییز ۱۳۹۷، صص ۲۶۸-۲۸۰.
22. یک کلمه: نگاهی انتقادی به ترجمۀ فارسی رساله‌های فلسفۀ سیاسی در ایران، در: سیاست‌نامه، شمارۀ ۱۱، زمستان ۱۳۹۷، صص ۴-۲۰.

## مصاحبه‌ها، میزگردها و سخنرانی‌ها
سیّد جواد طباطبایی ده‌ها مصاحبه، میزگرد و سخنرانی که متن آن‌ها مکتوب و منتشر شده است را در کارنامه دارد. فهرست زیر دربرگیرندۀ این موارد مطابق تفکیک نوع آن‌هاست:

### مصاحبه‌ها
1. توسعه فرایند تجدد، در: مجلۀ فرهنگ و توسعه، شمارۀ ۳، آذر و دی ۱۳۷۱، صص ۳۴-۴۱.
2. بار دیگر دربارۀ تجدد و توسعه، در: مجلۀ فرهنگ و توسعه، شمارۀ ۷، مرداد و شهریور ۱۳۷۲، صص ۷۱-۷۲.
3. غرب، شرق و مسائل ما، در: مجلۀ ایران فردا، شمارۀ ۱۲، فروردین و اردیبهشت ۱۳۷۳، صص ۵-۸.
4. گفت‌وگو دربارۀ دین و هگل، در: مجلۀ نقد و نظر، شمارۀ ۳-۴، تابستان و پاییز ۱۳۷۴، صص ۲۹۴-۳۰۸.
5. سنت، مدرنیته، پست مدرن، در: مجلۀ راه نو، شمارۀ ۸، خرداد ۱۳۷۷، صص ۱۸-۲۴.
6. مفهوم سنت، نگاه وارونه، در: نقد و نظر، شمارۀ ۱۹-۲۰، تابستان و پاییز ۱۳۷۸، صص ۱۹۴-۲۱۵.
7. گسترۀ اقتدار دین در حیات اجتماعی ایرانیان، در: وب‌سایت تلاش، ۱۵ دی ۱۳۸۱.
8. تجددی دیگر، در: همشهری، شمارۀ ۳۰۸۸، پنجشنبه ۵ تیر ۱۳۸۲، ص ۱۲.
9. ایران آینده‌ای متفاوت، در: نامه، شمارۀ ۲۴، تیر ۱۳۸۲، صص ۳۹-۴۱.
10. بدون سنت نمی‌توان اندیشید، در:  روزنامۀ ایران، ۷ مهر ۱۳۸۲، ص ۸.
11. گفتمان محافظه‌کاری نداریم، در: خردنامه همشهری، شمارۀ ۹، آذر ۱۳۸۵، صص ۶۳-۶۵.
12. اولویت‌های کار علمی بر کار روشنفکری، در:  روزنامۀ اعتماد ملی، شمارۀ ۲۲۶، ۲۱ آبان ۱۳۸۵، ص ۱۴.
13. بازگشت به تجربۀ مشروطیت، در:  روزنامۀ اعتماد ملی، شمارۀ ۲۲۷، ۲۲ آبان ۱۳۸۵، ص ۱۴.
14. کارم نسخه پیچیدن نیست، در: شهروند امروز، شمارۀ ۱، اسفند ۱۳۸۵، صص ۱۲۹-۱۳۴.
15. تجدد سیاسی یعنی حکومت قانون، در: شهروند امروز، شمارۀ ۴۵، ۱۵ اردیبهشت ۱۳۸۵، صص ۱۰۸-۱۱۲.
16. به برنامه رأی بدهیم نه به فرد، در:  روزنامۀ اعتماد ملی، ۱۷ خرداد ۱۳۸۸.
17. اجتهاد سخت است، تقلید آسان، در: مهرنامه، شمارۀ ۱، اسفند ۱۳۸۸، صص ۴۴-۴۷.
18. سیطرۀ سیاست‌زدگی بر علم سیاست، در: مهرنامه، شمارۀ ۲، اردیبهشت ۱۳۸۹، صص ۶۹-۷۳.
19. تاریخ‌نگاری جز با تکیه بر آگاهی ملی امکان‌پذیر نیست، در: مهرنامه، شمارۀ ۲۹، تیر ۱۳۹۲، صص ۱۸۴-۱۹۶.
20. فرصت مناسبی برای عرضۀ نتایج تحقیقاتم مهیا شده، در: آسمان، شمارۀ ۶۶، دوم آذر ۱۳۹۲، صص ۱۲۵-۱۲۶.

### میزگردها
1. جایگاه دین در دورنمای فرهنگی جهان، در: نامه فرهنگ، شمارۀ ۳، بهار ۱۳۷۰، صص ۶-۱۵.
2. کنکاشی در اندیشۀ برابری و نابرابری، در: نامه فرهنگ، شمارۀ ۷، بهار ۱۳۷۱، صص ۴-۲۲.
3. بحران هویت باطن بحران‌های معاصر، در: نامه فرهنگ، شمارۀ ۹، بهار ۱۳۷۲، صص ۸-۲۷.
4. ایران امروز؛ سنت، مدرنیته یا پست مدرن؟، در: مجلۀ کیان، شمارۀ ۱۵، مهر و آبان ۱۳۷۲، صص ۲-۱۵.
5. سنت‌گرایی، غرب‌زدگی مضاعف است، در: مهرنامه، شمارۀ ۱۰، فروردین ۱۳۹۰، صص ۱۸۲-۱۹۰.
6. رو به عقل سرخ، پشت به عقل توتال، در: مهرنامه، شمارۀ ۳۲، آذر ۱۳۹۲، صص ۲۷۲-۲۷۵.
7. مصر: کودتا یا امتداد دموکراسی؟، در: وب‌سایت مرکز دائرةالمعارف بزرگ اسلامی، ۲۷ تیر ۱۳۹۲.
8. لیبرالیسم همان عقل عقلایی است، در: مهرنامه، شمارۀ ۳۴، نوروز ۱۳۹۳، صص ۱۶۴-۱۶۹.
9. ملیت ایرانی و خاستگاه‌های آن، در: روایت، شمارۀ ۱، فروردین ۱۳۹۳، صص ۱۴۴-۱۶۵.

### سخنرانی‌ها
گفتاری پیرامون اندیشه سیاسی
- محل سخنرانی: در جمع اعضای هیئت علمی پژوهشکدۀ امام خمینی (۲۵ دی ۱۳۷۹)
- انتشار مکتوب: مجلۀ پژوهشنامه متین، شمارۀ ۹، زمستان ۱۳۷۹، صص ۲۳۷-۲۵۶.

تأملی دربارۀ ایران
- محل سخنرانی: انجمن دوست‌داران اندیشۀ برلین (۵ بهمن ۱۳۸۲)
- انتشار مکتوب: مجلۀ ناقد، شمارۀ ۲، فروردین و اردیبهشت ۱۳۸۳، صص ۳۱-۵۸.

علما و نظریۀ مشروطه
- محل سخنرانی: همایش یکصدمین سالروز مشروطیت (۱۴ مرداد ۱۳۸۵)
- انتشار مکتوب:  روزنامۀ شرق، شمارۀ ۸۲۸، ۱۶ مرداد ۱۳۸۵، ص ۲۲.

نعلین رئالیسم را به درآوریم
- محل سخنرانی: نشست پدیدارشناسی روح هگل پس از ۲۰۰ سال (۲۷ اردیبهشت ۱۳۸۷)
- انتشار مکتوب:  روزنامۀ کارگزاران، ۲۳ اردیبهشت ۱۳۸۷، ص ۹.

چرا مفاهیم در سرزمین ما دوام نمی‌آورند؟
- محل سخنرانی: سمینار انقلاب مشروطه از منظر علوم‌اجتماعی جدید (۱۳ مرداد ۱۳۸۷)
- انتشار مکتوب: شهروند امروز، شمارۀ ۵۸، ۲۰ مرداد ۱۳۸۷، صص ۱۲۰-۱۲۱.

قیام علیه جامعه‌شناسی
- محل سخنرانی: نشست در کجا ایستاده‌ایم؟ (۱۴ مهر ۱۳۹۲)
- انتشار مکتوب: مهرنامه، شمارۀ ۳۲، آذر ۱۳۹۲، صص ۳۶-۴۳.

دغدغۀ ماکیاوللی توضیح نظام آزاد است
- محل سخنرانی: همایش شهریار و اندیشه‌های سیاسی (۳ آذر ۱۳۹۲)
- انتشار مکتوب: مجلۀ آسمان، شمارۀ ۶۷، نهم آذر ۱۳۹۲، صص ۱۲۳-۱۲۴.

تفنن جای تخضصص را گرفت
- محل سخنرانی: نشست وضعیت کنونی فلسفه در ایران (۷ آذر ۱۳۹۲)
- انتشار مکتوب: مهرنامه، شمارۀ ۳۲، آذر ۱۳۹۲، ص ۲۵.

قصد من نوشتن تاریخ مفهوم ایران است
- محل سخنرانی: نشست نقد و بررسی اندیشه‌های سیّد جواد طباطبایی در کتابخانۀ ملی ایران (۴ اردیبهشت ۱۳۹۳)
- انتشار مکتوب: اعتماد (روزنامه)، ۶ اردیبهشت ۱۳۹۳، ص ۱۱.

سجادی نقش مهمی در معرفی فارابی، ابن سینا و ملاصدرا به جامعه داشت
- محل سخنرانی: مراسم یادبود دکتر سیّد جعفر سجادی (۱۵ اردیبهشت ۱۳۹۳)
- انتشار مکتوب: خبرگزاری ایبنا، ۱۵ اردیبهشت ۱۳۹۳.

هم تاریخ ملی داریم و هم ملت تاریخی
- محل سخنرانی: آیین رونمایی مجموعۀ بیست جلدی تاریخ جامع ایران (۲۶ خرداد ۱۳۹۴)
- انتشار مکتوب: مهرنامه، شمارۀ ۴۲، تیر ۱۳۹۴، صص ۴۲-۴۳.

جست‌وجوی نظریه‌ای دربارۀ ایران
- محل سخنرانی: دومین سمپوزیوم مناسبات فرهنگی، تاریخی و اجتماعی ایران-قفقاز (۴ بهمن ۱۳۹۴)
- انتشار مکتوب: فرهیختگان، ۶ بهمن ۱۳۹۴، ص ۱۰.

از تبریز به شیراز آمدم تا از زبان فارسی دفاع کنم
- محل سخنرانی: روز بزرگداشت سعدی در شیراز (۱ اردیبهشت ۱۳۹۵)
- انتشار مکتوب: کانال رسمی تلگرام سیّد جواد طباطبایی.

از ایران باید دفاع کرد، به مردی و نامردی
- محل سخنرانی: نشست ویژۀ ایران همین‌جاست که ایستاده‌ایم (۱۵ دی ۱۳۹۵)
- انتشار مکتوب: مهرنامه، شمارۀ ۵۱، اسفند ۱۳۹۵، صص ۱۷۲-۱۷۷.

اندیشۀ سیاسی در ایران بی‌متولی است
- محل سخنرانی: همایش وضعیت فکر سیاسی در ایران معاصر (۵ اسفند ۱۳۹۵)
- انتشار مکتوب: مهرنامه، شمارۀ ۵۱، اسفند ۱۳۹۵، صص ۱۷۸-۱۸۰.

تاریخ اندیشۀ دولت و حکومت
- محل سخنرانی: همایش دولت‌پژوهی در دانشگاه فردوسی مشهد (۱۰ اسفند ۱۳۹۵)
- انتشار مکتوب: مهرنامه، شمارۀ ۵۱، اسفند ۱۳۹۵، صص ۱۸۱-۱۸۴.

چه باید بخوانیم؟ چه نباید بخوانیم؟
- محل سخنرانی: نشست پرسش و پاسخ با دانشجویان دکتری علوم‌سیاسی دانشگاه آزاد مشهد (۱۰ اسفند ۱۳۹۵)
- انتشار مکتوب: مهرنامه، شمارۀ ۵۱، اسفند ۱۳۹۵، صص ۱۸۶-۱۸۸.

درباب تداوم فرهنگی ایران
- محل سخنرانی: نشست اندیشۀ سیاسی فردوسی در آرامگاه فردوسی در شهر توس (۱۱ اسفند ۱۳۹۵)
- انتشار مکتوب: مهرنامه، شمارۀ ۵۱، اسفند ۱۳۹۵، ص ۱۸۵.

پایان عصر ایدئولوژی
- محل سخنرانی: آیین افتتاح پانزدهمین همایش سالانه بین‌المللی باستان‌شناسی (۱۵ اسفند ۱۳۹۵)
- انتشار مکتوب: قلم‌یاران، شمارۀ ۱، اردیبهشت ۱۳۹۶، صص ۸-۱۰.

از نسل فروغی و مهدوی
- محل سخنرانی: سخنرانی در شب بزرگ نادرزاد (۲۸ شهریور ۱۳۹۶)
- انتشار مکتوب:  بخارا، شمارۀ ۱۲۱، آذر و دی ۱۳۹۶، صص ۳۴۸-۳۵۰.

تاریخ جهان با ایران آغاز می‌شود
- محل سخنرانی: بیست و چهارمین نشست از سلسله نشست‌های بررسی اندیشه و تمدن ایرانشهری (۱۱ مهر ۱۳۹۶)
- انتشار مکتوب:  روزنامۀ اعتماد، ۱۳ مهر ۱۳۹۶، ص ۷.

به بحث ایدئولوژیک دربارۀ ایرانشهر پایان دهیم
- محل سخنرانی: یازدهمین همایش سالانۀ انجمن علوم‌سیاسی ایران (۱۰ اسفند ۱۳۹۶)
- انتشار مکتوب:  روزنامۀ اعتماد، ۱۲ اسفند ۱۳۹۶، ص ۷.

دویست سال قانون‌خواهی ایرانی
- محل سخنرانی: سمپوزیوم انقلاب مشروطه در دانشگاه کالیفرنیا ارواین (۲۴ اردیبهشت ۱۴۰۱)
- انتشار مکتوب: سیاست‌نامه، شمارۀ ۲۲، خرداد ۱۴۰۱، صص ۱۵۴-۱۵۷.

## درس‌گفتارهای تاریخِ اندیشه (صوتی‌تصویری)[۲۲]
- فلسفهٔ حق هگل[۲۳]
- مفهوم دولت نزد هگل[۲۴]
- تفسیر گفتارهای ماکیاوللی[۲۵][۲۶][۲۷]
- بررسی و نقد اندیشهٔ کارل مارکس (دو دوره)[۲۸][۲۹]
- بررسی و نقد اندیشهٔ ژان ژاک روسو[۳۰]
- بررسی و نقد اندیشهٔ شارل دو مونتسکیو[۳۱]

## تقریرات (جزوه‌ها)[۳۲][۳۳][۳۴]
- اندیشهٔ سیاسی مارکس
- تفسیر پدیدارشناسی روح هگل
- بحثی دربارهٔ روح در فلسفهٔ هگل
- درس‌گفتارهای فلسفهٔ سیاسی انقلاب فرانسه
- درس‌گفتارهای فلسفهٔ حقوق